# Barela
Barela è una suddivisione dell'India, classificata come nagar panchayat, di 10.874 abitanti, situata nel distretto di Jabalpur, nello stato federato del Madhya Pradesh. In base al numero di abitanti la città rientra nella classe IV (da 10.000 a 19.999 persone).

## Geografia fisica
La città è situata a 23° 6' 0 N e 80° 2' 60 E e ha un'altitudine di 404 m s.l.m..

## Società

### Evoluzione demografica
Al censimento del 2001 la popolazione di Barela assommava a 10.874 persone, delle quali 5.762 maschi e 5.112 femmine. I bambini di età inferiore o uguale ai sei anni assommavano a 1.576, dei quali 836 maschi e 740 femmine. Infine, coloro che erano in grado di saper almeno leggere e scrivere erano 7.592, dei quali 4.486 maschi e 3.106 femmine.